# Quelqu'un m'a dit
Quelqu'un m'a dit (Frans voor Iemand heeft mij verteld) is het debuutalbum van de Frans-Italiaanse zangeres Carla Bruni. Het album werd in Frankrijk uitgegeven in 2002. Quelqu'un m'a dit heeft 86 weken in de Franse album top 150 gestaan.

## Tracks
- 1. Quelqu'un m'a dit (Iemand heeft mij verteld)
- 2. Raphaël
- 3. Tout le monde (Iedereen)
- 4. La noyée (De verdronkene)
- 5. Le toi du moi (De jij van mij)
- 6. Le ciel dans une chambre (De hemel in een kamer)
- 7. J'en connais (Ik weet ervan)
- 8. Le plus beau du quartier (De mooiste (jongen) van de wijk)
- 9. Chanson triste (Triest lied)
- 10. L'excessive (Het overdrevene)
- 11. L'amour (De liefde)
- 12. La dernière minute (De laatste minuut)